# Cent dotze
El nombre 112 (CXII) és el nombre natural que segueix el nombre 111 i precedeix el nombre 113.
La seva representació binària és 1110000, la representació octal 160 i l'hexadecimal 70.
La seva factorització en nombres primers és 24×7; altres factoritzacions són 1×112 = 2×56 = 4×28 = 7×16 =8×14.
- Es pot representar com a la suma de dos nombres primers consecutius: 53 + 59 = 112.
- Un quadrat de 112 unitats de costat, és el més petit que es pot dividir en altres quadrats més petis de costat enter, tots ells diferents.[cal citació]

## En altres dominis
- És el nombre atòmic del copernici.
- És un nombre d'Erdős-Woods.[2]